# باشگاه فوتبال یونیورسیتی اینتر
یونیورسیتی اینتر که با نام یونیورسیتی ای‌ان‌زی تأسیس شد و قبلاً به عنوان یونیورسیتی ای‌سی‌اف یا یونیورسیتی نیز شناخته می‌شد، قدیمی‌ترین باشگاه فوتبال نیمه حرفه‌ای شناخته شده در پاپوآ گینه نو است که در سال ۱۹۶۹ تأسیس شد. این باشگاه فوتبال در محوطه دانشگاه پاپوآ گینه نو، مستقر در پورت مورزبی است.
بهترین زمان باشگاه موقعی بود که به آنها این فرصت داده شد تا به عنوان نماینده پاپوآ گینه نو در لیگ قهرمانان اقیانوسیه ۰۸–۲۰۰۷، پس از قهرمانی در مسابقات قهرمانی ملی باشگاه‌های پاپوآ گینه نو ۲۰۰۶ و شکست هیکاری یونایتد در پلی آف قاره‌ای حضور پیدا کنند. این تیم همچنین بین سال‌های ۱۹۹۵ و ۱۹۹۸ چهار بار پیاپی قهرمان باشگاه‌های ملی شد و بین سال‌های ۱۹۹۶ تا ۲۰۱۲ هفت بار قهرمان لیگ برتر پورت مورزبی شد.

## افتخارات

### مسابقات ملی
- مسابقات قهرمانی ملی باشگاه‌های پاپوآ گینه نو:
  - قهرمانی: ۱۹۹۵, ۱۹۹۶, ۱۹۹۷, ۱۹۹۸, ۲۰۰۶
  - نایب قهرمانی: ۲۰۰۱
  - سومی: ۲۰۰۲
- لیگ ملی فوتبال پاپوآ گینه نو:
  - سومی: ۰۹–۲۰۰۸

### مسابقات منطقه‌ای
- لیگ برتر پورت مورزبی
  - قهرمانی: ۱۹۹۶, ۱۹۹۸, ۲۰۰۱, ۲۰۰۲, ۲۰۰۶, ۲۰۱۰, ۲۰۱۲
  - نایب قهرمانی: ۲۰۰۳, ۲۰۰۵, ۲۰۰۷, ۲۰۱۷, ۲۰۱۹
  - سومی: ۲۰۰۰, ۲۰۰۸, ۲۰۰۹, ۲۰۱۸